# Las joyas de la señora
Las joyas de la Virgen (en italiano, I gioielli della Madonna; en alemán, Der Schmuck der Madonna) es una ópera en tres actos con música de Ermanno Wolf-Ferrari y libreto en italiano de Carlo Zangarini y Enrico Golisciani, basada en relatos periodísticos de un acontecimiento real. Se estrenó en la Kurfürstenoper, Berlín, el 23 de diciembre de 1911.

## Historia
El estreno absoluto berlinés bajo el título de Der Schmuck der Madonna fue en alemán. Actualmente la ópera suele representarse en italiano. Wolf-Ferrari declaró públicamenteque sus óperas se estrenaban con frecuencia en versión alemana debido a que tenía un editor alemán. La ópera se estrenó en italiano en 1953.
I gioielli della Madonna no se representa a menudo en la actualidad, aunque permanece en el repertorio. En las estadísticas de Operabase aparece con sólo una representación en el período 2005-2010. El intermezzo del tercer acto fue durante muchos años una popular pieza de concierto. La ópera fue representada en el Teatro Grattacielo de Nueva York en 2010.
La obra aborda temas controvertidos como el amor entre un hermano y su hermana adoptiva, con una crítica de la Iglesia católica, y una orgía sobre el escenario. Existe una grabación de la ópera publicada en 1976con Alberto Erede dirigiendo la orquesta de la BBC y otro registro comercializado en 2016con Friedrich Haider dirigiendo la Orquesta Sinfónica de la Radio Eslovaca.  

## Personajes
| Personaje | Tesitura     | Reparto del estreno 23 de diciembre de 1911 (Director: Selmar Meyrowitz) |
| --------- | ------------ | ------------------------------------------------------------------------ |
| Biaso     | tenor        | Otakar Marák                                                             |
| Carmela   | mezzosoprano | Paula Weber                                                              |
| Ciccillo  | tenor        | Hermann Wiedermann                                                       |
| Gennaro   | tenor        | Kurt Frederich                                                           |
| Maliella  | soprano      | Ida Salden                                                               |
| Rafaele   | barítono     | Konrad von Zawilowski                                                    |
| Rocco     | bajo         | Reinmar Poppe                                                            |
| Totonno   | tenor        | Richard Wissiak                                                          |